# Mareşal (Turcja)
Mareşal, tłumaczony również jako Marszałek Turcji – najwyższy stopień w Türk Silahlı Kuvvetleri, odpowiada marszałkowi polnemu. Jego odpowiednikiem w marynarce jest nienadany nikomu Büyük amiral, który można uznać za odpowiednik wielkiego admirała.
W wykazie stopni Sił Zbrojnych Rzeczypospolitej Polskiej Mareşal odpowiada marszałkowi Polski. Stopnia tego dosłużyło się tylko dwóch oficerów – Mustafa Kemal Atatürk (19 września 1921 roku) i Fevzi Çakmak (31 sierpnia 1922 roku).